# Вперёд, гвардейцы!
«Вперёд, гвардейцы!» — приключенческий детективный детский телефильм 1971 года. Премьера по телевидению состоялась 2 мая 1972 (Москва).

## Сюжет
Пятеро старшеклассников вместе с одноклассниками готовятся к игре в «Зарницу», но для них эта игра уже не интересна, с её деревянными ружьями и автоматами. В это же время происходит хищение клада древних серебряных монет, найденного недавно археологами при раскопках. Друзья решают попробовать себя в роли сыщиков и выяснить, кто же украл клад.

## В ролях
| Актёр               | Роль                          |
| ------------------- | ----------------------------- |
| Г. Фаромузова       | Зарина                        |
| С. Миробшоев        | Сафар                         |
| Миравзал Миршакаров | Давлат                        |
| В. Чандылов         | Саня                          |
| Б. Гази             | Карим                         |
| Махмуд Тахири       | Саид                          |
| Анвар Тураев        | Анвар                         |
| Сайдо Курбанов      | Мурад                         |
| Адиба Шарипова      | Лейли                         |
| Вахтанг Головянц    | Меджнун                       |
| Дильбар Умарова     | Назира Бакиевна - учительница |
| Антанас Габренас    | военрук                       |
| Семён Фарада        | пионервожатый                 |
| Нозукмо Шомансурова | тётя Зарины                   |
| Мушарафа Касымова   | мать тети Зарины              |
| Галина Савельева    | подруга тёти Зарины           |
| О. Калинина         | Наташа                        |

### В эпизодах
- Ч. Тахири
- Ш. Бурнашев
- М. Мулоджанов

## Съёмочная группа
- Режиссер: Валерий Ахадов
- Сценаристы: Мирсаид Миршакар, Аркадий Инин
- Оператор: Виктор Мирзаянц
- Композиторы: Толиб-хон Шахиди, Марк Карминский
- Художники: Леонид Шпонько, А. Касымов